# Asignatura aprobada
Asignatura aprobada è un film del 1987 diretto da José Luis Garci.

## Riconoscimenti
- 1988 – Premio Goya
  - Premio Goya per il miglior regista
- 1988 – Premio Oscar
  - Candidato all'Oscar al miglior film in lingua straniera